# موسی دیاوارا
موسی دیاوارا (انگلیسی: Moussa Diawara؛ زادهٔ ۱۵ اکتبر ۱۹۹۴) بازیکن فوتبال اهل گینه است.
وی همچنین در تیم ملی فوتبال گینه بازی کرده است.